# Cap Leucate

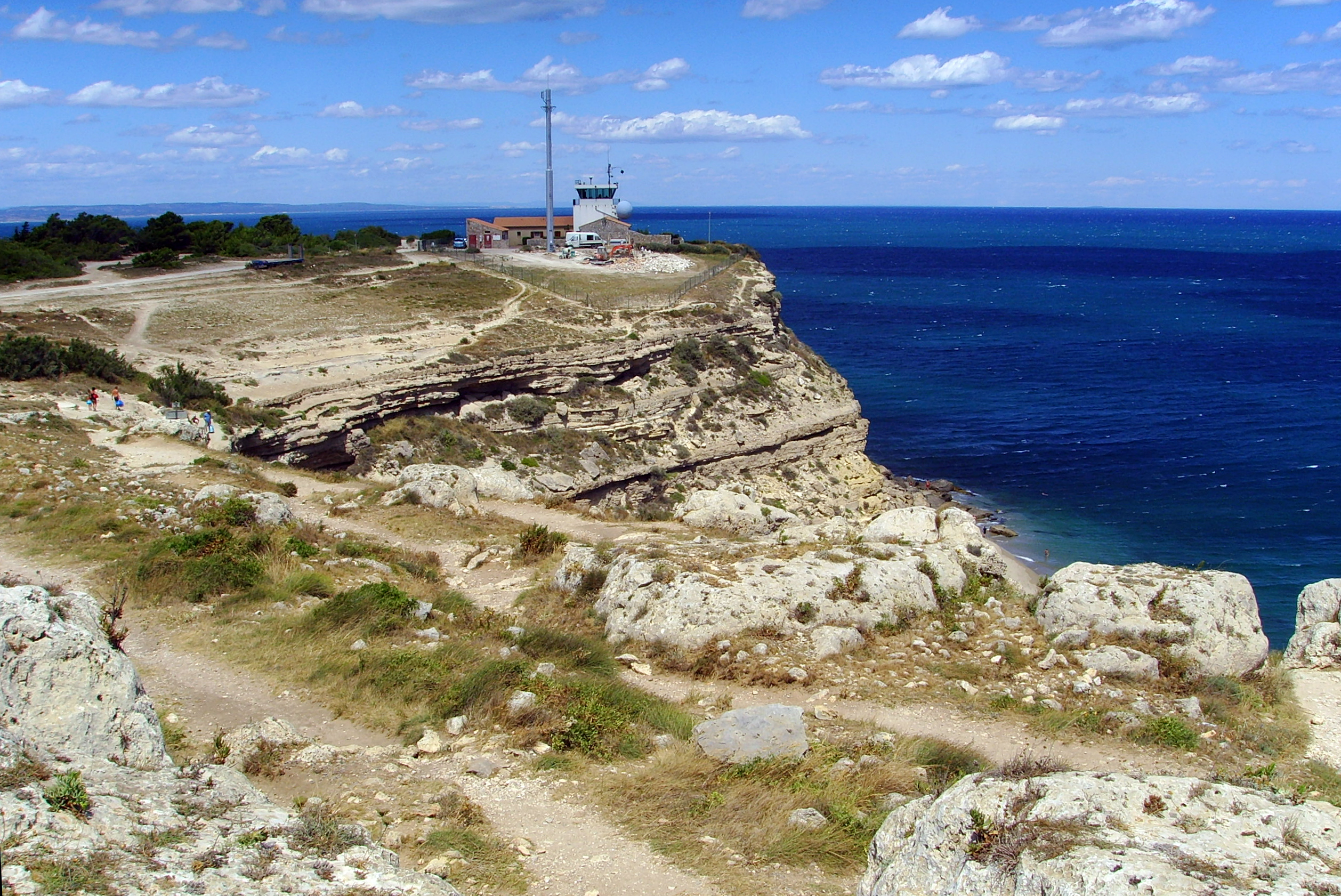
Vista do cabo Leucate

O farol

O cabo Leucate (em francês:  cap Leucate) é um cabo na comuna de Leucate departamento de Aude), no sudoeste da França.